# 데이비드 A. R. 화이트

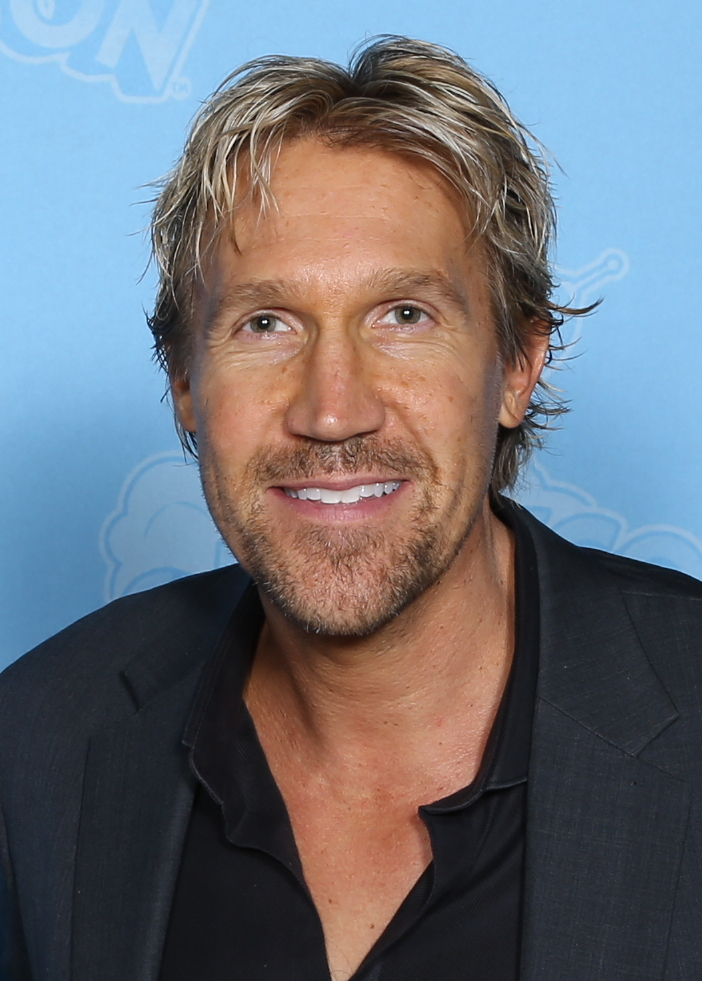

데이비드 앤드루 로이 화이트(영어: David Andrew Roy White, 1970년 5월 12일 ~ )는 미국의 배우 겸 영화 제작자이다.
캔자스주 도지시티에서 태어났다.

## 영화
- 어쌔신 프리스트 벡맨 (2020년) - 아론 벡맨 역
- 신은 죽지 않았다 3: 어둠 속의 빛 (2018년) - 데이빗 힐 역
- 삼손 (2018년)
- 예수는 역사다 (2017년)
- 신은 죽지 않았다 2 (2016년) - 데이브 목사 역
- 댄서 앤 더 데임 (2015년)
- 페이스 오브 아워 파더스 (2015년)
- 신을 믿습니까? (2015년)
- 블랙 라이더 (2014년)
- 신은 죽지 않았다 (2014년) - 데이브 역
- 레벌레이션 로드2 (2013년)
- 레벌레이션 로드 (2013년) - 조쉬 맥마너스 역
- 미 어게인 (2012년)
- 브라더 화이트 (2012년) - 제임스 화이트 역
- 예루살렘 카운트다운 (2011년)
- 인카운터 (2010년)
- 홀리맨 언더커버 (2010년) - 로이 / 브라이언 역
- 비지테이션 (2006년)
- 체이서 (2000년)

## 같이 보기
- 케빈 다운즈